# Дойч-Ваграм
Дойч-Ваграм (нім. Deutsch-Wagram) — муніципалітет з 9174 жителями (станом на січень 2023) в окрузі Гензерндорф у Нижній Австрії.

## Географія
Дойч-Ваграм розташований безпосередньо на північно-східній межі міста Відень, північній залізниці та зовнішньому кільцевому шосе.
Площа муніципалітету охоплює 30,61 км². З них 17,62 км² використовується для сільського господарства. 5,7 відсотка території вкрито лісами.

## Конгрегаційна структура
Кадастрові муніципалітети — це:
- Дойч-Ваграм (зі старим Angerdorf і Hagerfeld; KG написано німецькою мовою Wagram)
- Гельмахоф (з 3. поселення)
- Шталлінгерфельд (безлюдний, названий на честь села Шталлерн яке було покинуте в 1512 році)

Муніципалітет утворює єдину місцевість і має чотири переписні округи: Дойч-Ваграм центр і південний схід для самого міста та Гельмахоф-південь і північ.

## Культура і пам'ятки

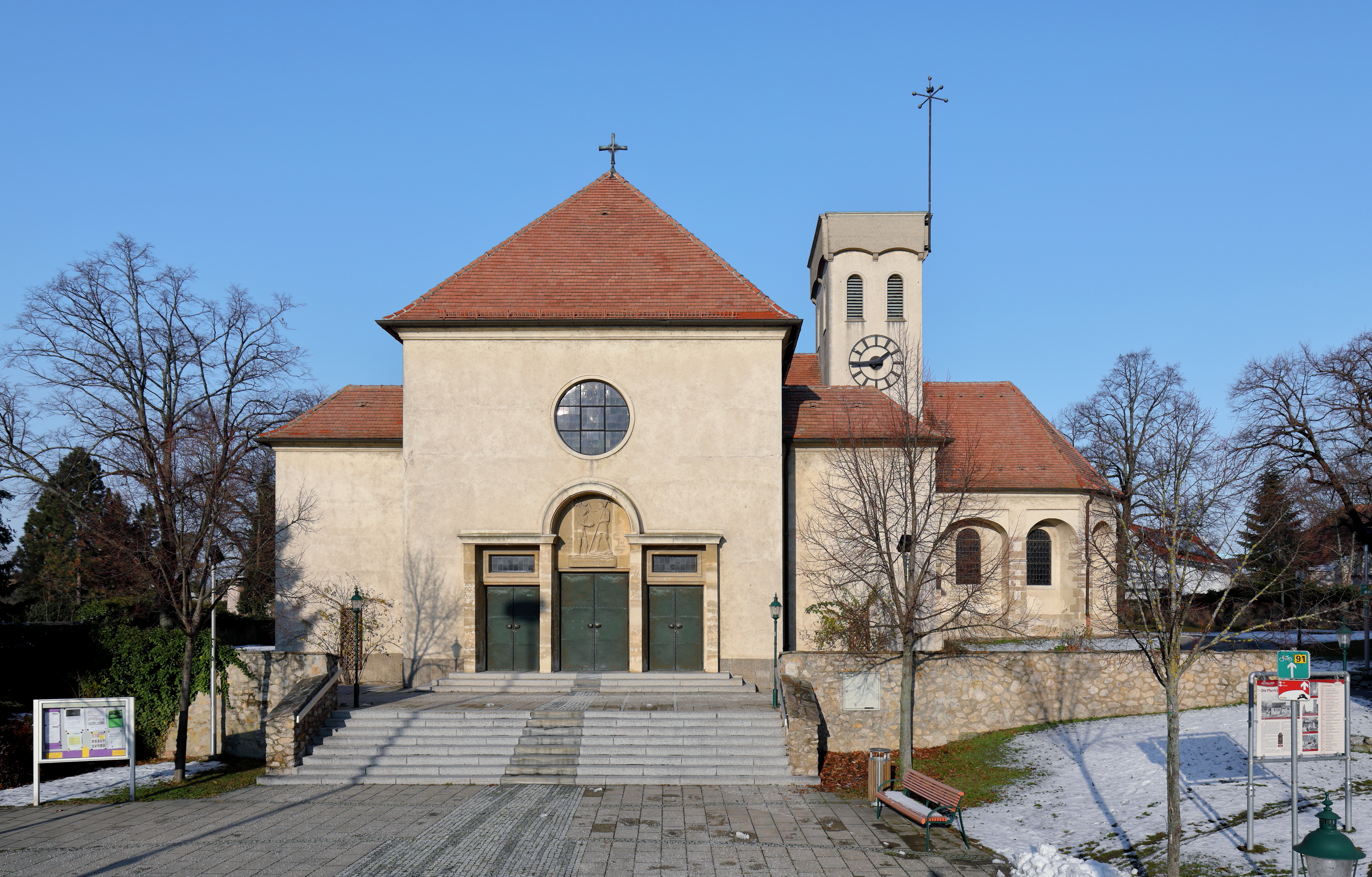
Парафіяльна церква Дойч-Ваграма
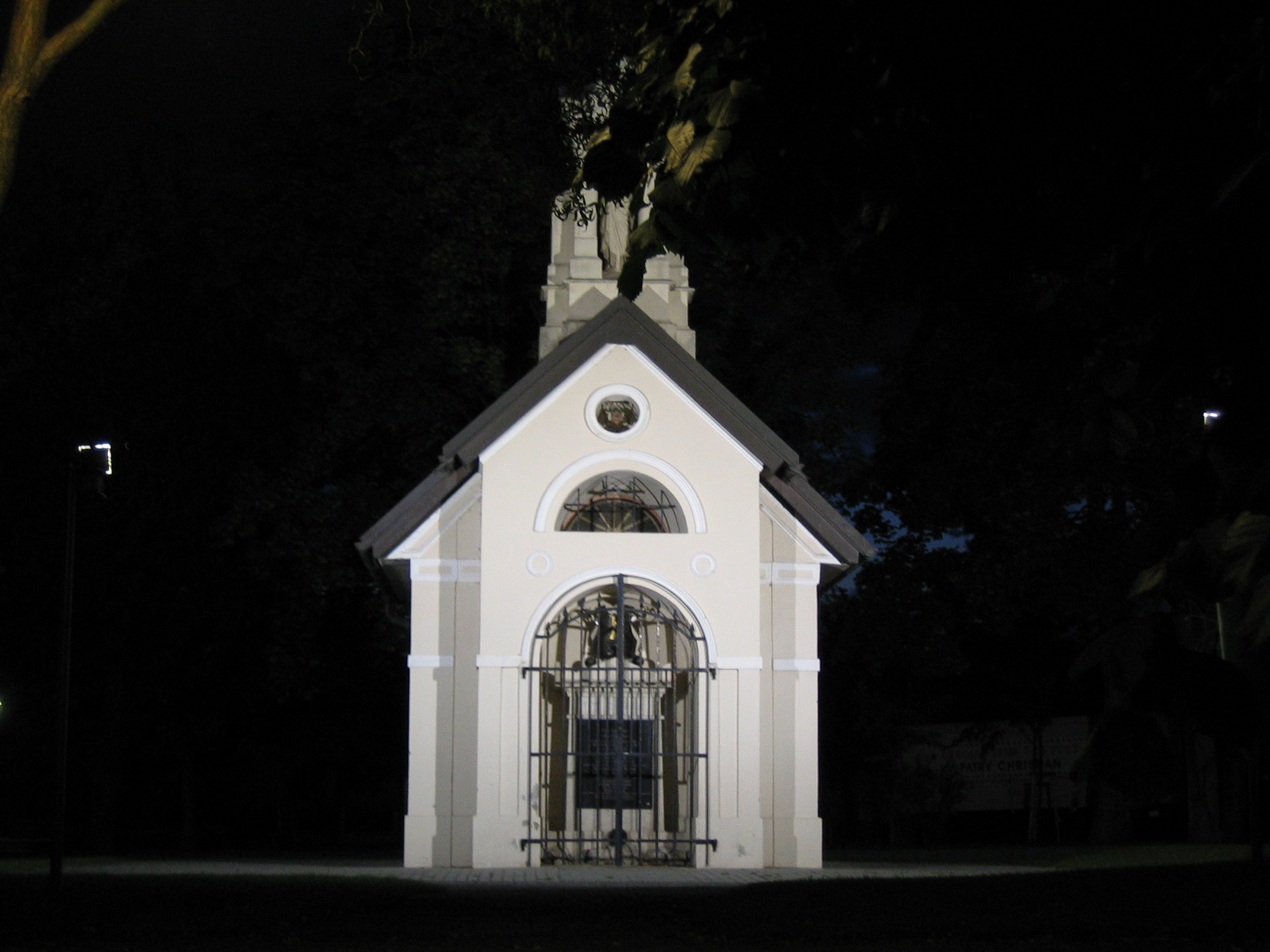
монументальна каплиця